# Rossbodenstock
Rossbodenstock är en bergstopp i Schweiz.   Den ligger i kantonen Uri, i den centrala delen av landet, 100 km öster om huvudstaden Bern. Toppen på Rossbodenstock är 2 836 meter över havet, eller 140 meter över den omgivande terrängen. Bredden vid basen är 0,75 km.
Terrängen runt Rossbodenstock är huvudsakligen bergig, men åt sydost är den kuperad. Runt Rossbodenstock är det glesbefolkat, med 9 invånare per kvadratkilometer.. Närmaste större samhälle är Silenen, 17,1 km norr om Rossbodenstock. 
Trakten runt Rossbodenstock består i huvudsak av gräsmarker.